# Pierre Kerkhoffs
Pierre Kerkhoffs (Geleen, 26 maart 1936 – Geleen, 19 oktober 2021) was een Nederlands voetballer.

## Biografie

### Jeugd
Kerkhoffs groeide op  in Geleen in een katholiek mijnwerkersgezin van 10 kinderen en volgde de opleiding van de Ondergrondse Vakschool voor mijnwerkers. Hij had echter zijn zinnen gezet op een professionele voetbalcarrière. Hij begon zijn actieve voetballoopbaan als amateur bij SV Maurits, toentertijd een eersteklasser en opgericht als bedrijfsvoetbalvereniging voor personeel van de Staatsmijn Maurits in Geleen. Bij deze club maakte hij op 15-jarige leeftijd zijn debuut. Ondertussen trainde hij op het veld aan zijn conditie en op zolder van zijn ouderlijk huis met diverse, zelf ontworpen, fitnessapparaten. In 1957 behaalde hij zijn eerste grote succes en werd met SV Maurits landskampioen bij de amateurs. Hierdoor toonden diverse Limburgse semiprof-ploegen interesse om hem in te lijven. Onder andere Fortuna '54, Sittardia, Rapid JC en MVV boden hem een contract aan, waarop Kerkhoffs echter niet inging.

### Clubcarrière
In 1957 maakte Kerkhoffs dan toch de overstap naar het betaald voetbal en ging spelen voor Enschedese Boys dat uitkwam in de tweede divisie. Hij bedong bij de overstap dat de Enschedese club aan het eind van zijn contract slechts 20 duizend gulden kon vragen als transfervergoeding. Een voorwaarde die hij vanaf dat moment telkens zou eisen van al zijn latere werkgevers.
In 1959 maakte hij voor 100 duizend gulden, waarvan hij dus zelf 80 duizend opstreek, de overstap naar Sportclub Enschede. Hier speelde hij onder anderen samen met Abe Lenstra en de Oostenrijks international Richard Brousek, die hem goed bedienden en Kerkhoffs tot een veel scorende spits lieten uitgroeien. Bij zijn eerste wedstrijd voor SC Enschede, op 30 augustus 1959, scoorde Kerkhoffs tegen Blauw-Wit zes keer, een recordscore in één wedstrijd. Dit record zou stand houden tot 2007 toen Afonso Alves voor sc Heerenveen zeven keer in één wedstrijd scoorde.
In 1961 vertrok Kerkhoffs naar PSV, waar hij wederom zijn naam waar maakte. In 1963 won hij met deze club de landstitel en werd hij, met 22 doelpunten, topscorer van Nederland. In de daarop volgende Europacupwedstrijden wist hij ook internationaal te imponeren door in vier wedstrijden vijf keer te scoren. Tot zijn grote ongenoegen besloot trainer Bram Appel hem in een volgende Europacupwedstrijd op de bank te posteren, waarna PSV werd uitgeschakeld. De getergde spits liet zich hierna op de transferlijst plaatsen. Hij speelde bij PSV 83 wedstrijden, waarin hij 55 keer wist te scoren.
In de zomer van 1964 vertrok hij naar het Zwitserse Lausanne Sport waar hij het viervoudige van zijn salaris bij PSV ging verdienen. Hij scoorde 93 keer in 160 wedstrijden. Na zeven jaar bij Lausanne te hebben gespeeld, speelde hij nog een jaar bij Xamax Neuchâtel en een paar seizoenen als speler-trainer bij amateurverenigingen in de omgeving van Lausanne, (Pully) en (Bussigny), waarna hij zijn voetballoopbaan beëindigde. Kerkhoffs vestigde zich definitief in Zwitserland. Hij bleef aanvankelijk actief in de voetbalwereld als clubtrainer in Zwitserland. Later bouwde hij er een succesvolle maatschappelijke carrière op.
De bijnaam van Kerkhoffs was 'de kopper' vanwege het feit dat hij veel doelpunten met het hoofd maakte.
Hij werd 85 jaar oud en overleed in zijn Geleen, waar hij ook gecremeerd werd in Crematorium Nedermaas.

## Carrièrestatistieken
| Seizoen         | Club               | Land            | Competitie       | Competitie | Competitie | Beker | Beker | Internationaal | Internationaal | Overig | Overig | Totaal | Totaal |
| Seizoen         | Club               | Land            | Competitie       | Wed.       | Dlp.       | Wed.  | Dlp.  | Wed.           | Dlp.           | Wed.   | Dlp.   | Wed.   | Dlp.   |
| --------------- | ------------------ | --------------- | ---------------- | ---------- | ---------- | ----- | ----- | -------------- | -------------- | ------ | ------ | ------ | ------ |
| 1957/58         | Enschedese Boys    | Nederland       | Tweede divisie A | 26         | 22         | –     | 1     | –              | –              | –      | –      | –      | 23     |
| 1958/59         | Enschedese Boys    | Nederland       | Tweede divisie B | 24         | 14         | –     | 4     | –              | –              | –      | –      | –      | 18     |
| 1959/60         | Sportclub Enschede | Nederland       | Eredivisie       | 34         | 27         | –     | –     | –              | –              | –      | –      | 34     | 27     |
| 1960/61         | Sportclub Enschede | Nederland       | Eredivisie       | 26         | 7          | –     | 6     | –              | –              | –      | –      | –      | 13     |
| 1961/62         | PSV                | Nederland       | Eredivisie       | 33         | 19         | –     | 3     | –              | –              | –      | –      | –      | 22     |
| 1962/63         | PSV                | Nederland       | Eredivisie       | 28         | 22         | –     | 0     | –              | –              | –      | –      | –      | 22     |
| 1963/64         | PSV                | Nederland       | Eredivisie       | 22         | 14         | –     | 0     | 4              | 5              | –      | –      | –      | 19     |
| Carrière totaal | Carrière totaal    | Carrière totaal | Carrière totaal  | 194        | 125        | –     | 14    | 4              | 5              | 0      | 0      | –      | 144    |

## Erelijst
PSV
| Nationaal     |    |         |
| Landskampioen | 1x | 1962/63 |

### Interlands
Kerkhoffs speelde vijf interlands voor het Nederlands voetbalelftal. In 1960 maakte hij, als speler van Sportclub Enschede, deel uit van de selectie die een oefentrip maakte naar Amerika. Op 26 juni 1960 maakte hij zijn debuut door in de 56e minuut in te vallen tegen Mexico. Hierna volgden nog twee interlands tegen de Nederlandse Antillen en Suriname. Vervolgens duurde het tot 1962 voor hij opnieuw een wedstrijd voor het Nederlands Elftal speelde, ditmaal als speler van PSV, tegen Noorwegen. Zijn laatste interland speelde hij in 1965 als speler van Lausanne Sport tegen Noord-Ierland. In die vijf interlands kwam Kerkhoffs niet aan scoren toe.